# 瀬戸山美咲
瀬戸山 美咲（せとやま みさき、1977年 - ）は、日本の劇作家、演出家、脚本家。演劇ユニット「ミナモザ」主宰。2022年3月に日本劇作家協会会長に就任。

## 来歴
東京都出身。中学1年から高校1年まで演劇部に所属。学習院初等科、学習院女子中・高等科、早稲田大学政治経済学部（日本政治思想史ゼミ）卒業。大学時代は演劇をやらず手話のサークルに入っていたが、大学4年のときに北区・つかこうへい劇団のオーディションを受けて2公演ほど音響の手伝いをする。大学卒業後は就職はせずにフリーライターとなり、週刊誌やファッション誌に記事を書く。週刊現代のライターとしてジャーナリズムの裏側を覗いたことが、後に社会派演劇と称される下地を作ることになる。
2001年、演劇ユニットミナモザを旗揚げ。2013年に、1991年に起こった日本人学生がパキスタンで誘拐された事件に取材した「彼らの敵」が第23回読売演劇大賞の優秀作品賞を受賞して出世作となる。2019年、「わたし、と戦争」で第63回岸田國士戯曲賞候補、第26回読売演劇大賞優秀演出家賞受賞。2020年、「THE NETHER」で第27回読売演劇大賞優秀演出家賞、第70回芸術選奨文部科学大臣新人賞を受賞。2022年、「彼女を笑う人がいても」で第66回岸田國士戯曲賞候補。

## 作品

### 舞台

#### ミナモザ公演
- エモーショナルレイバー（2011年）
- ホットパーティクル（2011年）
- 指（2011年）
- 国民の生活（2012年）
- 指（2012年）
- ファミリアー（2012年）
- 彼らの敵 / ファミリアー（2013年）
- ファミリアー（2014年）
- WILCO（2014年）
- みえない雲（2014年、原作：グードルン・パウゼヴァング、翻訳：高田ゆみ子）
- 指（2014年）
- 彼らの敵（2015年）第23回読売演劇大賞優秀作品賞
- 彼らの敵（2016年）
- Ten Commandments（2018年）
- 処置（2018年、作：ベルトルト・ブレヒト）
- 山椒魚（2020年、原作：井伏鱒二）

#### 外部公演
- 東京ハートブレイカーズ『フィッシュストーリー』（2011年、原作：伊坂幸太郎）脚本・演出
- 東京ハートブレイカーズ『グッドモーニング、ビッグバン』（2011年）作・演出
- 非戦を選ぶ演劇人の会リーディング『私の村から戦争が始まる』（2012年）共同脚本
- Quaras 『阿修羅のごとく』（2013年、原作：向田邦子）上演台本
- ジェットラグプロデュース『アルテノのパン』（2013年、作：成島秀和）演出
- 東京ハートブレイカーズ『チルドレン』（2014年、原作：伊坂幸太郎）脚本・演出
- 青年劇場『オールライト』（2015年）作
- ロンドンバブルシアター『ヒロシマの孫たち』（2015年 - 2016年）上演台本
- 東京グローブ座『MORSE -モールス-』（2015年）上演台本[7]
- EnGawa『ホットパーティクル』（2016年）作
- オフィス コットーネ・プロデュース『埒もなく汚れなく』（2016年）作・演出
- 国際演劇協会　紛争地域から生まれた演劇8『ジハード Djihad』（2016年、作：イスマエル・サイディ）演出
- 椿組『始まりのアンティゴネ』（2017年）作・演出
- 青年劇場『梅子とよっちゃん』（2017年、作：福山啓子）演出
- 多摩ニュータウン×演劇プロジェクト『たまたま』（2017年）作・演出
- 東京グローブ座『グリーンマイル』（2017年、原作：スティーブン・キング）上演台本・演出[8]
- オフィス コットーネ・プロデュース『夜、ナク、鳥』（2018年、作：大竹野正典）演出 - 第26回読売演劇大賞優秀作品賞・ 優秀演出家賞
- さいたまネクスト・シアターゼロ『ジハード ―Djihad― 』（2018年、作：イスマエル・サイディ）演出
- 流山児★事務所『わたし、と戦争』（2018年）作・演出 - 第26回読売演劇大賞優秀演出家賞
- 青年座『残り火』（2018年）作
- 舞台芸術によるまちづくりプロジェクト　リーディング『枇杷の家』（2019年、作：緑川有）演出
- オフィス コットーネ・プロデュース　改訂版『埒もなく汚れなく』（2019年）作・演出
- s**t kingz（shoji/Oguri）『My Friend Jekyll』（2019年）上演台本・演出
- 東京グローブ座『THE NETHER』（2019年、作：ジェニファー・ヘイリー）上演台本・演出 - 第27回読売演劇大賞優秀演出家賞
- 新国立劇場『あの出来事』（2019年、作：デイヴィッド・グレッグ、翻訳：谷岡健彦）演出
- 舞台芸術によるまちづくりプロジェクト　演劇『枇杷の家』（2020年、作：緑川有）演出
- KAAT神奈川芸術劇場『オレステスとピュラデス』（2020年、演出：杉原邦生）作
- 現代能楽集Ｘ『幸福論』（2020年、作：長田育恵・瀬戸山美咲　演出：瀬戸山美咲）[9] - 第28回読売演劇大賞　選考委員特別賞・優秀演出家賞
- s**t kingz（持田将史／小栗基裕）『My Friend Jekyll』（2021年）上演台本・演出[10]
- 東京グローブ座『染、色』（2021年、原作・脚本：加藤シゲアキ）演出[11]
- 『マイ フレンド ジキル』（2025年） 上演台本・演出[12]

### 映画
- アズミ・ハルコは行方不明（2016年）脚本
- リバーズ・エッジ（2018年）脚本

### テレビドラマ
- 腐女子デカ（2008年、テレビ朝日）4話、最終話脚本
- マジすか学園（2010年、テレビ東京）2話脚本
- 金色の海（2021年、NHK）脚本[13]

### ラジオドラマ
- あいちゃんは幻（2016年、NHK-FM）脚本 - 第42回放送文化基金賞脚本賞
- 丘の上の幸福（2018年、NHK-FM）脚本
- 風よとどけよ（2019年、NHK-FM）脚本